# Бауэр, Бернхард
Бернхард Адам Бауэр (нем. Bernhard Adam Bauer; 5 июня 1882 — 29 апреля 1942) — австрийский публицист, гинеколог по основной специальности.

## Биография
Опубликовал три книги, пользовавшиеся значительной популярностью. В 1923 году вышел том «Какова ты, женщина? Размышления о теле, душе, сексуальной жизни и эротизме женщины» (нем. Wie bist du, Weib? Betrachtungen über Körper, Seele, Sexualleben und Erotik des Weibes; английский перевод 1926, венгерский перевод 1927), в 1925 г. за ним последовала книга «Женщина и любовь: Очерк любовной жизни женщин» (нем. Weib und Liebe; Studie über das Liebesleben des Weibes; английский перевод 1927), наконец в 1927 г. в венском издательстве Fiba-Verlag, только что основанном женой Бауэра, бывшей оперной певицей Ольгой Бауэр-Пилецкой, появилась книга «Комедиантка — шлюха? Деятельница искусства, жизнь и любовь в истинном освещении» (нем. Komödiantin — Dirne? Der Künstlerin, Leben und Lieben im Lichte der Wahrheit).
Книги Бауэра, подробно рассказывавшие о женской сексуальности и о способах сексуального удовлетворения женщины, завоевали известность в разных странах и много перепечатывались. Однако взгляд Бауэра на женский вопрос и в других отношениях был подчинён сексуальной проблематике: так, способности женщин в области театра он выводил из истории их участия в эротическом танце и проституции и связывал с предрасположенностью женщин ко лжи и эксгибиционизму.
В нацистской Германии книги Бауэра подверглись запрету.